# Снайдер, Зак
За́кари Э́двард (Зак) Сна́йдер (англ. Zachary Edward «Zack» Snyder; род. 1 марта 1966, Грин-Бей, США) — американский режиссёр, сценарист, продюсер и оператор.

## Биография

### Ранние годы
Зак Снайдер родился 1 марта 1966 года в Грин-Бей, штат Висконсин, вырос в Гринвиче, штат Коннектикут. Учился в школе Дэйкрофт, где преподавала его мать — учитель живописи и фотографии. Благодаря матери, которая вдохновила его изучать живопись, Снайдер получил художественное образование в Лондоне и Пасадине.
С юных лет Зак Снайдер испытывал страсть к фантастическим фильмам и рассказам. Особое влияние на становление его вкусов и пристрастий в области кино оказала сага Джорджа Лукаса «Звёздные войны». Видя страстное увлечение сына кинематографом, родители решили подарить ему видеокамеру. Это была обычная восьмимиллиметровая «игрушка», именно с ней Снайдер начал делать свои первые шаги в режиссуре.
Зак Снайдер учился в Школе изобразительных искусств Хитерли в Лондоне. После её окончания он поступил в Художественный колледж дизайна в Пасадине.

### Карьера
В начале 1990-х годов начинающий режиссёр снял несколько рекламных роликов. Он делал рекламу для таких компаний как «Reebok», «Nike», «Budweiser», «BMW», «Subaru», «Магнум» и «Mitsubishi». В этом направлении он показал себя как одарённый и талантливый режиссёр и сценарист. За творческие успехи в области телевизионной рекламы Снайдер удостоился премии «Клио». А его ролик под названием «Frisbee» для компании «Jeep» стал обладателем награды «Золотой лев» на Каннском кинофестивале.
В роликах Снайдера снималось много кинозвёзд первой величины. Режиссёр работал с Харрисоном Фордом, Робертом Де Ниро, Кэтрин Зета-Джонс, Майклом Джорданом и Мартиной Навратиловой.
Майкл Джордан снялся в одной из ранних работ Зака Снайдера. Он стал главным героем документального фильма под названием «Игровая площадка Майкла Джордана». В прокат данная картина была запущена в 1990 году.
Снайдер является автором музыкальных клипов для Хизер Нова, Питера Мерфи, Моррисси, Дионн Фэррис, Шона Коллинза, а также групп Soul Asylum и My Chemical Romance.
В 2002 году режиссёр подписал многообещающий контракт с компанией Columbia Pictures для съёмок полнометражного фильма «S.W.A.T.: Спецназ города ангелов» (2003) по мотивам сериала «S.W.A.T.», однако впоследствии Снайдер отказался от проекта из-за творческих разногласий со студией: режиссёр настаивал на рейтинге R, в то время как студия требовала PG-13.
В большом кино дебютировал в 2004 году, сняв ремейк классического хоррора Джорджа Ромеро «Рассвет мертвецов». Несмотря на разногласия критиков, фильм имел большой успех и принёс хорошие кассовые сборы.

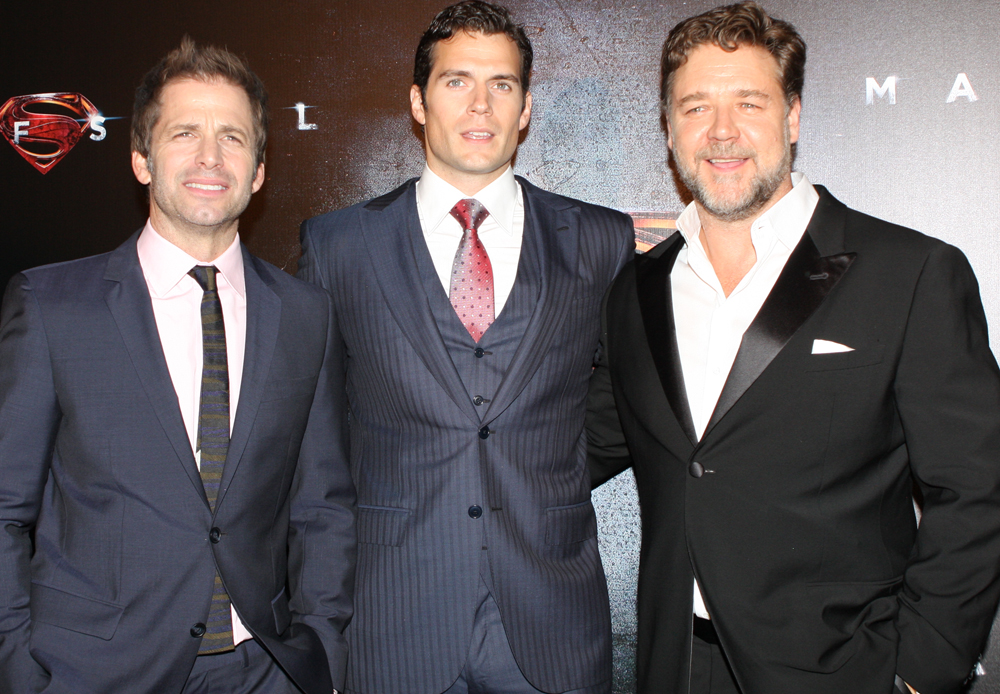
Зак Снайдер вместе с Генри Кавиллом (в центре) и Расселом Кроу (справа) на премьере фильма «Человек из стали» в Сиднее, 2013 год

Однако славу режиссёру принесла лента «300 спартанцев», киноадаптация одноимённого графического романа Фрэнка Миллера и Линн Варли. Фильм имел оглушительный кассовый успех, и теперь Снайдер привлекает недюжинное внимание своими потенциальными проектами.
Следующим проектом Снайдера стал фильм о супергероях «Хранители», снятый по одноимённому комиксу Алана Мура и Дэйва Гиббонса. Фильм был неоднозначно встречен критиками и не имел такого кассового успеха, как предыдущий фильм режиссёра «300 спартанцев». За первый уик-энд картина собрала $55 миллионов.
Зак Снайдер не стал снимать сиквел «300 спартанцев» «300 спартанцев: Расцвет империи», но участвовал в написании сценария и продюсировании новой ленты, которая вышла в 2014 году.
В октябре 2010 года Снайдер был официально назначен постановщиком новой франшизы о Супермене, обойдя таких конкурентов, как Тони Скотт, Джонатан Либесман, Мэтт Ривз и другие. По словам продюсера картины Кристофера Нолана, уже имевшего опыт работы с фильмами о супергероях («Тёмный рыцарь»), Зак Снайдер, как никто иной, идеально подходил на роль постановщика картины. Процесс подготовки к созданию «Человека из стали» начался в конце 2010 года, а проектом Зак вплотную занялся с весны 2011 года, сразу после окончания своего фильма «Запрещённый приём». Летом 2013 года новый фильм о Супермене вышел на мировые экраны.
После выхода «Человека из стали» Зак Снайдер приступил к съёмкам продолжения — «Бэтмен против Супермена: На заре справедливости», премьера которого состоялась 25 марта 2016 года. Далее Снайдер занялся «Лигой справедливости». В мае 2017 года было объявлено, что режиссёр покинул проект из-за самоубийства своей дочери. Производство фильма закончил Джосс Уидон.
В июле 2021 года стало известно, что Снайдер будет работать над фильмом «Мятежная Луна» для Netflix.

## Личная жизнь
Снайдер живёт в Пасадине (Калифорния) со своей второй женой, продюсером Деборой Снайдер. Супруги впервые встретились в 1996 году, стали встречаться в 2002 г., а поженились 25 сентября 2004 года в Мидтауне.
У Снайдера восемь детей. Четверо от брака с Дэнис Вебер, двое от брака с Кирстен Элин. Во время производства фильма «Человек из стали» Снайдер усыновил двоих детей.
12 марта 2017 года дочь Зака Снайдера Отем (род. 1996) совершила самоубийство.

## Фильмография

### Полнометражные фильмы
| Год  | Название фильма                                 | Оригинальное название                         | Режиссёр | Продюсер       | Сценарист | Оператор | Бюджет, млн $ | Общие сборы, млн $ |
| ---- | ----------------------------------------------- | --------------------------------------------- | -------- | -------------- | --------- | -------- | ------------- | ------------------ |
| 2004 | Рассвет мертвецов                               | Dawn of the Dead                              | Да       | Нет            | Нет       | Нет      | 26            | 102,4              |
| 2007 | 300 спартанцев                                  | 300                                           | Да       | Нет            | Да        | Нет      | 65            | 456,1              |
| 2009 | Хранители                                       | Watchmen                                      | Да       | Нет            | Нет       | Нет      | 130           | 185,3              |
| 2010 | Легенды ночных стражей                          | Legend of the Guardians: The Owls of Ga’Hoole | Да       | Нет            | Нет       | Нет      | 80            | 140,1              |
| 2011 | Запрещённый приём                               | Sucker Punch                                  | Да       | Да             | Да        | Нет      | 82            | 89,8               |
| 2013 | Человек из стали                                | Man of Steel                                  | Да       | Нет            | Нет       | Нет      | 225           | 668                |
| 2014 | 300 спартанцев: Расцвет империи                 | 300: Rise of an Empire                        | Нет      | Да             | Да        | Нет      | 110           | 337,6              |
| 2016 | Бэтмен против Супермена: На заре справедливости | Batman v Superman: Dawn of Justice            | Да       | Нет            | Нет       | Нет      | 250           | 873,6              |
| 2016 | Отряд самоубийц                                 | Suicide Squad                                 | Нет      | Исполнительный | Нет       | Нет      | 175           | 746,8              |
| 2017 | Чудо-женщина                                    | Wonder Woman                                  | Нет      | Да             | Сюжет     | Нет      | 120           | 821,8              |
| 2017 | Лига справедливости                             | Justice League                                | Да       | Нет            | Сюжет     | Нет      | 300           | 657,9              |
| 2018 | Аквамен                                         | Aquaman                                       | Нет      | Исполнительный | Нет       | Нет      | 160           | 1148               |
| 2020 | Чудо-женщина: 1984                              | Wonder Woman 1984                             | Нет      | Да             | Нет       | Нет      | 200           | 166                |
| 2021 | Лига справедливости Зака Снайдера               | Zack Snyder’s Justice League                  | Да       | Нет            | Сюжет     | Нет      | 70            |                    |
| 2021 | Армия мертвецов                                 | Army of the Dead                              | Да       | Да             | Да        | Да       | 90            |                    |
| 2021 | Отряд самоубийц: Миссия навылет                 | The Suicide Squad                             | Нет      | Исполнительный | Нет       | Нет      | 185           | 167,4              |
| 2021 | Армия воров                                     | Army of Thieves                               | Нет      | Да             | Сюжет     | Нет      | 7             |                    |
| 2023 | Мятежная Луна. Часть первая: Дитя огня          | Rebel Moon — Part One: A Child of Fire        | Да       | Да             | Да        | Да       | 166           |                    |
| 2024 | Мятежная Луна. Часть вторая: Оставляющая шрамы  | Rebel Moon — Part Two: The Scargiver          | Да       | Да             | Да        | Да       | 166           |                    |

### Короткометражные фильмы
| Год  | Название фильма                                             | Оригинальное название                               | Режиссёр | Продюсер       | Сценарист | Оператор |
| ---- | ----------------------------------------------------------- | --------------------------------------------------- | -------- | -------------- | --------- | -------- |
| 1990 | Детская площадка                                            | Playground                                          | Да       | Нет            | Нет       | Нет      |
| 2004 | Утерянная запись: Правда об ужасе последних дней жизни Энди | The Lost Tape: Andy’s Terrifying Last Days Revealed | Да       | Нет            | Нет       | Нет      |
| 2009 | Хранители: История чёрной шхуны                             | Tales of the Black Freighter                        | Нет      | Исполнительный | Да        | Нет      |
| 2009 | Под капотом                                                 | Under the Hood                                      | Нет      | Исполнительный | Нет       | Нет      |
| 2013 | Супермен 75                                                 | Superman 75                                         | Да       | Нет            | Нет       | Нет      |
| 2017 | Снег, пар, железо                                           | Snow Steam Iron                                     | Да       | Да             | Да        | Да       |

### Телесериалы и анимационные сериалы
| Год  | Название сериала                  | Оригинальное название        | Режиссёр | Исполнительный продюсер |
| ---- | --------------------------------- | ---------------------------- | -------- | ----------------------- |
| 2024 | Сумерки богов                     | Twilight of the Gods         | Да       | Да                      |
| TBA  | Армия мертвецов: Потерянный Вегас | Army of the Dead: Lost Vegas | Да       | Да                      |

### Музыкальные видеоклипы
| Год  | Артист              | Песня               |
| ---- | ------------------- | ------------------- |
| 1992 | Peter Murphy        | «You’re So Close»   |
| 1992 | Morrissey           | «Tomorrow»          |
| 1992 | Soul Asylum         | «Somebody to Shove» |
| 1993 | Soul Asylum         | «Black Gold»        |
| 1993 | Alexander O’Neal    | «In the Middle»     |
| 1994 | Dionne Farris       | «I Know»            |
| 2009 | My Chemical Romance | «Desolation Row»    |